# Deficiencia de complemento
Las deficiencias del complemento son tipos de inmunodeficiencia primaria. Están causadas por ausencia o mal funcionamiento de alguna de las proteínas del sistema del complemento. 
El sistema del complemento es un mecanismo de defensa mayoritariamente innato, aunque puede interaccionar con inmunoglobulinas, parte de la respuesta adaptativa; se activa en el momento de entrada de un antígeno en el organismo. Tiene efectos muy fuertes de lisis, inflamación y fagocitosis por opsonización, por lo que está muy regulado.
Debido a las redundancias del sistema inmunitario, muchas de estas inmunodeficiencias nunca son diagnosticadas, con algunos estudios estimando menos de un 10%.
Hipocomplementemia es un término usado para referir de forma general estos niveles de factores del complemento.

## Signos y síntomas
En general, los síntomas característicos de estas inmunodeficiencias son:
- Infecciones recurrentes
- Enfermedades autoinmunes
- Glomerulonefritis
- Problemas de articulaciones
- Angioedema
- Dermatomiosis
- Vasculitis
- Púrpura anafiláctica

##### Complicaciones
La vacunación contra microorganismos encapsulados (v.g. Neisseria meningitidis y Streptococcus pneumoniae) es crucial para prevenir infecciones.

## Causas
La causa principal de estas inmunodeficiencias es genética, aunque en un porcentaje de casos es adquirible después de una infección. Son, generalmente de herencia autosómica recesiva (como excepciones, la ausencia de properdina puede estar ligada al sexo, y algunos déficits del C1 inhibidor son de herencia autosómica dominante).

##### Hereditarias[3]
- Deficiencia de properdina, ligado al cromosoma X causa también una mayor susceptibilidad a infecciones por N. meningitidis.
- Deficiencia de C1-inhibidor causa el llamado angioedema hereditario, que cursa con C4 bajo y C1 normal.

##### Adquiridas
Puede ocurrir en casos de infecciones óseas (osteomielitis), infecciones del endocardio (endocarditis). El lupus eritematoso sistémico está asociado a niveles bajos de C3 y C4.

## Etiología inmunodeficiencias del sistema del complemento
En el sistema del complemento pueden fallar múltiples proteínas, tanto de la vía clásica, como de la vía de las lectinas, alternativa o terminal, al igual que pueden fallar los receptores o los reguladores de este sistema.

##### Vía Clásica[4]
|         | HERENCIA CROMOSOMA | FUNCIÓN ALTERADA                                                                           | DIAGNÓSTICO                                                                      | ENFERMEDADES ASOCIADAS | OTRAS                                                                            |
| C1q     | AR, Cromosoma 1    | Activación del complemento, opsonización, quimiotaxis, eliminación de células apoptóticas. | CH50[1] y C1 funcional disminuido AP50[2] normal                                 | Lupus eritematoso sistémico (LES), rash cutáneo, glomérulonefritis, infecciones por piógenos.                                                        | Edad prepuberal. Muy rara.                                                       |
| C1r C1s | AR Cromosoma 12    | Opsonización                                                                               | CH50 y C1 funcional disminuido AP50 normal                                       | LES, infecciones bactericidas, glomerulonefritis, procesos autoinmunes complejos                                                                     | Muy rara                                                                         |
| C2      | AR Cromosoma 6     | Opsonización, quimiotaxis, Vía Alternativa intacta pero más lenta                          | CH50 bajo AP50 normal                                                            | LES, infecciones por bacterias encapsuladas, artritis, glomerulonefritis, eritema malar, rash discoide, vasculitis, afectación SNC                   | Infancia. La 2ª más frecuente. Muerte por Ateroesclerosis prematura o infección. |
| C3      | AR Cromosoma 19    | Todas las vías                                                                             | Alteración genética o disminución del mRNA sin mutación CH50 y AP50 muy bajo, 0. | Neumonía, meningitis, osteomielitis producida por Neumococo, Neisseria, Influenzae                                                                   | Aparece en la infancia.                                                          |
| C4      | AR Cromosoma 6     | Vía alternativa más lenta y efectos del complemento disminuidos                            | CH50 bajo AP50 normal                                                            | LES, Nefropatía, púrpura de Henoch Schönlein, hepatitis crónica, esclerodermia, panencefalitis, y diabetes mellitus tipo 1 C4a: LES C4b: bacteriemia | Aparición temprana                                                               |

Tabla 1 - Enfermedades por deficiencia de componentes de la vía clásica. 
[1] Capacidad hemolítica de la vía clásica.
[2] Capacidad hemolítica de la vía alternativa.
- C2: Hay 5 mutaciones responsables de disminución de la eficiencia y respuesta del sistema inmune. Una de las más comunes elimina 28 nucleótidos de DNA. Al estar afectado el gen, no se puede formar la convertasa de C3 y, al final, enlentece el sistema.
- C3: Se han encontrado 17 mutaciones distintas que causan problemas en C3.

##### Vía de las lectinas[4]
|          | HERENCIA Y CROMOSOMA       | FUNCIÓN ALTERADA                                                   | ENFERMEDADES ASOCIADAS |
| FICOLINA | AR Cromosoma 1             | Ausencia de activación por ficolina                                | Infecciones respiratorias |
| MBL      | A CODOMINANTE Cromosoma 10 | Ausencia de activación por manosa                                  | Niños: Infecciones cutáneas, gastroenteritis, meningitis, Adultos: infecciones por bacterias encapsuladas. LES Infecciones por Neisseria |
| MASP1    | AR                         | Activación deficiente de la vía de las lectinas, migración celular | Infecciones Síndrome 3MC (Síndrome óculo-esquelético-abdominal)                                                                          |
| MASP2    | AR Cromosoma 1             | Activación deficiente de la vía de las lectinas                    | Infecciones piógenas, enfermedad inflamatoria pulmonar, autoinmunidad                                                                    |

Tabla 2 - Enfermedades por deficiencia de fragmentos de la vía de las lectinas.

##### Vía alternativa[4]
|                       | HERENCIA Y CROMOSOMA | FUNCIÓN ALTERADA                               | DIAGNÓSTICO                  | ENFERMEDADES ASOCIADAS                                                      |
| FACTOR B              | AR Cromosoma 6       | Activación de la vía alternativa               | CH50 normal AP50 próximo a 0 | Síndrome urémico hemolítico atípico                                         |
| FACTOR D              | AR Cromosoma 19      | Activación de la vía alternativa, opsonización | CH50 normal AP50 próximo a 0 | Infecciones por Neisseria, E. Coli, neumococo y sinopulmonares, meningitis. |
| PROPERDINA (FACTOR P) | Ligado a X           | Activación de la vía alternativa               | CH50 normal AP50 bajo        | LES Infecciones por meningococo. Otitis media y neumonía                    |

Tabla 3 - Enfermedades asociadas a deficiencias de factores de la vía alternativa.

##### Vía terminal[4]
|                | HERENCIA Y CROMOSOMA                             | FUNCIÓN ALTERADA  | DIAGNÓSTICO                  | ENFERMEDADES ASOCIADAS                             |
| C5 C6 C7 C8 C9 | AR Cromosoma 5 (C6, C7, C9) Cromosoma 9 (C5, C8) | Formación del MAC | CH50, AP50 bajo, próximo a 0 | Infecciones por Neisseria Meningitis y Gonorrhoeae |

Tabla 4 - Enfermedades asociadas a los factores de la vía lítica. Aclaración: No se han dado casos de un déficit completo de los factores, pero sí de cada uno de ellos por separado. Al tener la misma vía de acción, alteran la misma función, y, por tanto, tienen las mismas enfermedades asociadas,

##### Reguladores[4]
|                   | HERENCIA Y CROMOSOMA                      | FUNCION AFECTADA | DIAGNOSTICO                         | ENFERMEDADES                                                                                                  |
| FACTOR H          | AR Cromosoma 1                            | Activación de C3bBb | C3, CH50, AP50 bajo                 | Infecciones por Neisseria, infecciones piógenas, Síndrome urémico hemolítico, preeclampsia, glomerulonefritis |
| FACTOR I          | AR Cromosoma 4                            | Opsonización, quimiotaxis, actividad bactericida. Activación espontánea de la vía alternativa con consumo de C3                      | C3, CH50, AP50 bajo                 | Infecciones por Neisseria, Síndrome urémico hemolítico, preeclampsia, glomerulonefritis                       |
| C1 INHIBIDOR      | Hereditario (AD) o adquirido Cromosoma 11 | Activación de complemento y consumo de C4/C2. Activación de sistema de contacto con generación de bradicinina de alto peso molecular | Mutación en SERPING 1. 2–10:100,000 | Angioedema hereditario                                                                                        |
| CD46/MCP          | AD Cromosoma 1                            | Vía alternativa, unión de C3b | Mutación en CD46                    | Síndrome urémico hemolítico, infecciones, preclamsia                                                          |
| CD55/DAF          | No hay estudios Cromosoma 21              | Unión de la convertasa C3 | Mutación en CD55                    | Trombosis angiopática                                                                                         |
| CD59 (PROTECTINA) | AR                                        | Lisis de eritrocitos | Mutación en CD59                    | Anemia hemolítica, polineuropatía                                                                             |

Tabla 5 - Enfermedades asociadas a déficit de reguladores. Elaboración propia a partir de varias fuentes.

##### Receptores[4]
|            | HERENCIA Y CROMOSOMA     | FUNCION AFECTADA                                         | ENFERMEDADES                                                              |
| CR3        | AR Cromosoma 21 y 16     | Adherencia, quimiotaxis, endocitosis, citotoxicidad T/NK | Retraso en caída del cordón, úlceras en piel, periodontitis, leucocitosis |
| CR1        | Adquirida                | Aclaramiento de Inmunocomplejos                          | Enfermedad medida por inmunocomplejos (antígeno-anticuerpo)               |
| CR2 (CD21) | AR                       | Activación de Linfocitos B                               | Diarrea crónica, Infección de vías respiratorias, Esplenomegalia          |
| C5aR       | No se han hecho estudios | Respuesta inflamatoria y presentación antigénica         |                                                                           |

Tabla 6 - Enfermedades asociadas a receptores del complemento. Elaboración propia a partir de varias fuentes

## Tratamiento de la deficiencia del complemento
El tratamiento del angioedema hereditario debe permitir un control de los episodios e incrementar los niveles/función de C1-INH. En ausencia de enfermedad asociada, los tratamientos empleados para las formas hereditarias de angioedema pueden ser beneficiosos. Tres tipos de tratamiento: Profilaxis a largo plazo de las crisis de AE, dolor abdominal y edema de laringe y glotis; profilaxis del edema de laringe previo a cirugía electiva, a corto plazo; y tratamiento de los ataques agudos de edema de laringe, abdominal y cutáneo.
- Sintomático: Ataques agudos laríngeos, abdominales y cutáneos moderados o severos.  Concentrado plasmático de C1 inhibidor intravenoso o acetato de icatibant 30mg subcutáneo (no debe utilizarse en pacientes con cardiopatía isquémica activa o ictus isquémico en las 2 semanas previas), y si no remite administrar a la hora una dosis extra del concentrado (Berinert o Cinryze). Se aconseja que el tratamiento sea lo más precoz posible y en caso de no disponibilidad de estos productos es posible emplear ácido tranexámico (un antifibrinolítico que mejora la coagulación sanguínea y se usa para evitar el sangrado abundante en la regla) intravenoso o plasma fresco congelado, mucho menos eficaz.
- Preventivo (profilaxis):  o  A largo plazo: Andrógenos atenuados (Danazol o Estanozolol) o ácido tranexámico. La dosis es personal. En casos graves sin respuesta a estos medicamentos, puede utilizarse concentrado plasmático de C1 inhibidor intravenoso de forma regular (Cinryze dos veces por semana y ajustando el intervalo según la respuesta).  o  A corto plazo: En caso de precisar prodecidimientos médicos o quirúrgicos que impliquen traumatismo en región cervicofacial con riesgo de edema larígeno: intervenciones odontológicas, maxilofaciales, amigdalectomía, broncoscopia y cirugías que requieran intubación. Aumentar la dosis de Danazol o Estanozol desde 6 días antes y hasta 3 días después o administrar el concentrado plasmático de C1 inhibidor entre 1 y 6 horas antes del procedimiento.
- Nuevas terapias:  En la actualidad, importantes firmas biofarmacéuticas, mediante tecnología transgénica, están desarrollando nuevos productos para tratar esta enfermedad:  o  C1 inhibidor recombinante: la primera fase de los ensayos clínicos ya está finalizada y las dos últimas fases concluirán en el 2003.  o  DX88: proteína recombinante, inhibidora de la calicreína. Con ello, se evitaría la producción de bradiquinina, un vasodilatador considerado como el principal mediador de los ataques. El ensayo se encuentra actualmente en fase II.  o  Icatibant: compuesto sintético que actúa como un potente antagonista de los receptores B2 de la bradiquinina; virtualmente es tan afín a los receptores como la propia bradiquinina.

El tratamiento del AEH hereditario sin deficiencia del inhibidor de C1 esterasa (antiguamente AEH tipo III) es más difícil, ya que no existe ningún fármaco comercializado. En cuanto a los ataques agudos, existen casos aislados tratados con concentrado plasmático de C1 inhibidor o acetato de icatibant.
1. ↑  Bousfiha, Aziz; Jeddane, Leïla; Picard, Capucine; Ailal, Fatima; Bobby Gaspar, H.; Al-Herz, Waleed; Chatila, Talal; Crow, Yanick J. et al. (1 de enero de 2018). «The 2017 IUIS Phenotypic Classification for Primary Immunodeficiencies». Journal of Clinical Immunology (en inglés) 38 (1): 129-143. ISSN 1573-2592. PMC 5742599. PMID 29226301. doi:10.1007/s10875-017-0465-8. Consultado el 24 de enero de 2020.
2. ↑  Tangye, Stuart G.; Al-Herz, Waleed; Bousfiha, Aziz; Chatila, Talal; Cunningham-Rundles, Charlotte; Etzioni, Amos; Franco, Jose Luis; Holland, Steven M. et al. (17 de enero de 2020). «Human Inborn Errors of Immunity: 2019 Update on the Classification from the International Union of Immunological Societies Expert Committee». Journal of Clinical Immunology (en inglés). ISSN 1573-2592. doi:10.1007/s10875-019-00737-x. Consultado el 24 de enero de 2020.
3. ↑  Schröder-Braunstein, Jutta; Kirschfink, Michael (1 de octubre de 2019). «Complement deficiencies and dysregulation: Pathophysiological consequences, modern analysis, and clinical management». Molecular Immunology (en inglés) 114: 299-311. ISSN 0161-5890. doi:10.1016/j.molimm.2019.08.002. Consultado el 24 de enero de 2020.
4. 1 2 3 4 5 6  Hans D. Ochs, C. I. Edvard Smith, Jennifer M. Puck (2014). Primary and Immunodeficiency diseases. A molecular and genetical approach. (en inglés). Oxford University Press.

- Datos: Q5156409
- Multimedia: Complement deficiencies / Q5156409